# Liga Mistrzów UEFA (2010/2011)/Faza grupowa
Do startu w fazie grupowej uprawnione były 32 drużyny (w tym 10 zwycięzców rundy play-off). Losowanie odbyło się 26 sierpnia 2010 (godz. 18:00). W jego trakcie zespoły zostały rozdzielone na 4 koszyki, następnie rozlosowane i podzielone na 8 grup po 4 drużyny każda. Do jednej grupy nie mogły trafić drużyny z tego samego koszyka i federacji.
Wszystkie zespoły zagrały ze sobą dwukrotnie – po 2 najlepsze z każdej grupy awansowały do fazy pucharowej, drużyny z 3. miejsc otrzymały prawo gry w 1/16 finału Ligi Europy UEFA.
    Drużyny  które awansowały z rundy play-off
| Koszyk 1          | Koszyk 1 | Koszyk 1         | Koszyk 1 |
| Drużyna           | Współcz. | Drużyna          | Współcz. |
| ----------------- | -------- | ---------------- | -------- |
| Inter Mediolan    | 100,867  | Arsenal          | 115,371  |
| FC Barcelona      | 136,951  | Bayern Monachium | 110,841  |
| Manchester United | 125,371  | Milan            | 99,867   |
| Chelsea           | 118,371  | Olympique Lyon   | 96,748   |

| Koszyk 2         | Koszyk 2 | Koszyk 2           | Koszyk 2 |
| Drużyna          | Współcz. | Drużyna            | Współcz. |
| ---------------- | -------- | ------------------ | -------- |
| Werder Brema     | 94,841   | SL Benfica         | 72,659   |
| Real Madryt      | 84,951   | Valencia CF        | 66,951   |
| Roma             | 83,867   | Olympique Marsylia | 62,748   |
| Szachtar Donieck | 73,910   | Panathinaikos AO   | 56,979   |

| Koszyk 3          | Koszyk 3 | Koszyk 3       | Koszyk 3 |
| Drużyna           | Współcz. | Drużyna        | Współcz. |
| ----------------- | -------- | -------------- | -------- |
| Tottenham Hotspur | 56,371   | FC Basel       | 48,675   |
| Rangers           | 56,158   | SC Braga       | 39,659   |
| Ajax              | 55,309   | FC Kopenhaga   | 34,470   |
| FC Schalke 04     | 54,841   | Spartak Moskwa | 33,758   |

| Koszyk 4        | Koszyk 4 | Koszyk 4         | Koszyk 4 |
| Drużyna         | Współcz. | Drużyna          | Współcz. |
| --------------- | -------- | ---------------- | -------- |
| Hapoel Tel Awiw | 27,775   | CFR Cluj         | 15,898   |
| Twente          | 25,309   | Partizan Belgrad | 13,800   |
| Rubin Kazań     | 21,758   | MŠK Žilina       | 10,666   |
| Auxerre         | 19,748   | Bursaspor        | 6,890    |

Wsp. – wartość współczynnika klubowego
Zasady ustalania kolejności w tabeli:
1. liczba zdobytych punktów w całej rundzie;
2. liczba punktów zdobyta w meczach bezpośrednich;
3. różnica bramek w meczach bezpośrednich;
4. różnica bramek w meczach bezpośrednich – podwójne liczenie bramek zdobytych na wyjeździe;
5. różnica bramek w całej rundzie;
6. liczba zdobytych bramek w całej rundzie;
7. współczynnik drużyny z poprzednich 5 sezonów.

## Grupa A
| Lp. | Drużyna               | M | Z | R | P | Bramki | Bramki | +/– | Pkt |
| --- | --------------------- | - | - | - | - | ------ | ------ | --- | --- |
| 1   | Tottenham Hotspur (A) | 6 | 3 | 2 | 1 | 18     | 11     | +7  | 11  |
| 2   | Inter Mediolan (A)    | 6 | 3 | 1 | 2 | 12     | 11     | +1  | 10  |
| 3   | Twente (LE)           | 6 | 1 | 3 | 2 | 9      | 11     | −2  | 6   |
| 4   | Werder Brema          | 6 | 1 | 2 | 3 | 6      | 12     | −6  | 5   |

|                   | INT | WER | TOT | TWE |
| ----------------- | --- | --- | --- | --- |
| Inter Mediolan    | –   | 4:0 | 4:3 | 1:0 |
| Werder Brema      | 3:0 | –   | 2:2 | 0:2 |
| Tottenham Hotspur | 3:1 | 3:0 | –   | 4:1 |
| Twente            | 2:2 | 1:1 | 3:3 | –   |

| 114 września 2010 | Twente                          | 2:2   | Inter Mediolan           |                                                    |
| 20:45 CET         | Janssen 20' · Milito 30' (sam.) | (2:2) | Sneijder 13' · Eto’o 42' | Grolsch Veste Widzów: 23 800 Sędzia: Pedro Proença |

| 214 września 2010 | Werder Brema            | 2:2   | Tottenham Hotspur               |                                                     |
| 20:45 CET         | Almeida 43' · Marin 47' | (1:2) | Pasanen 13' (sam.) · Crouch 18' | Weserstadion Widzów: 30 344 Sędzia: Massimo Busacca |

| 329 września 2010 | Tottenham Hotspur                                           | 4:1   | Twente     |                                                    |
| 20:45 CET         | van der Vaart 47' · Pawluczenko 50' (k), 64' (k) · Bale 85' | (0:0) | Chadli 56' | White Hart Lane Widzów: 32 318 Sędzia: Terje Hauge |

| 429 września 2010 | Inter Mediolan                     | 4:0   | Werder Brema |                                                          |
| 20:45 CET         | Eto’o 22', 27', 80' · Sneijder 33' | (3:0) |              | San Siro Widzów: 48 126 Sędzia: Alberto Undiano Mallenco |

| 520 października 2010 | Inter Mediolan                                  | 4:3   | Tottenham Hotspur    |                                               |
| 20:45 CET             | Zanetti 2' · Eto’o 11' (k), 35' · Stanković 14' | (4:0) | Bale 52', 90', 90+2' | San Siro Widzów: 49 551 Sędzia: Damir Skomina |

| 620 października 2010 | Twente      | 1:1   | Werder Brema   |                                                      |
| 20:45 CET             | Janssen 75' | (0:0) | Arnautović 80' | Grolsch Veste Widzów: 23 148 Sędzia: Claus Bo Larsen |

| 72 listopada 2010 | Tottenham Hotspur                                | 3:1   | Inter Mediolan |                                                      |
| 20:45 CET         | van der Vaart 18' · Crouch 61' · Pawluczenko 89' | (1:0) | Eto’o 80'      | White Hart Lane Widzów: 34 103 Sędzia: Viktor Kassai |

| 82 listopada 2010 | Werder Brema | 0:2   | Twente                   |                                                 |
| 20:45 CET         |              | (0:0) | Chadli 81' · de Jong 84' | Weserstadion Widzów: 30 200 Sędzia: Alain Hamer |

| 924 listopada 2010 | Inter Mediolan | 1:0   | Twente |                                                 |
| 20:45 CET          | Cambiasso 55'  | (0:0) |        | San Siro Widzów: 29 466 Sędzia: Stéphane Lannoy |

| 1024 listopada 2010 | Tottenham Hotspur                   | 3:0   | Werder Brema |                                                             |
| 20:45 CET           | Kaboul 6' · Modrić 45' · Crouch 79' | (2:0) |              | White Hart Lane Widzów: 33 546 Sędzia: Olegário Benquerença |

| 117 grudnia 2010 | Twente                                      | 3:3   | Tottenham Hotspur                     |                                                              |
| 20:45 CET        | Landzaat 22' (k) · Rosales 56' · Chadli 64' | (1:1) | Wisgerhof 12' (sam.) · Defoe 47', 59' | Grolsch Veste Widzów: 24 000 Sędzia: Carlos Velasco Carballo |

| 127 grudnia 2010 | Werder Brema                             | 3:0   | Inter Mediolan |                                                  |
| 20:45 CET        | Prödl 39' · Arnautović 49' · Pizarro 88' | (1:0) |                | Weserstadion Widzów: 30 400 Sędzia: Cüneyt Çakır |

## Grupa B
| Lp. | Drużyna            | M | Z | R | P | Bramki | Bramki | +/– | Pkt |
| --- | ------------------ | - | - | - | - | ------ | ------ | --- | --- |
| 1   | FC Schalke 04 (A)  | 6 | 4 | 1 | 1 | 10     | 3      | +7  | 13  |
| 2   | Olympique Lyon (A) | 6 | 3 | 1 | 2 | 11     | 10     | +1  | 10  |
| 3   | SL Benfica (LE)    | 6 | 2 | 0 | 4 | 7      | 12     | −5  | 6   |
| 4   | Hapoel Tel Awiw    | 6 | 1 | 2 | 3 | 7      | 10     | −3  | 5   |

|                 | LYO | BEN | S04 | HTA |
| --------------- | --- | --- | --- | --- |
| Olympique Lyon  | –   | 2:0 | 1:0 | 2:2 |
| SL Benfica      | 4:3 | –   | 1:2 | 2:0 |
| FC Schalke 04   | 3:0 | 2:0 | –   | 3:1 |
| Hapoel Tel Awiw | 1:3 | 3:0 | 0:0 | –   |

| 114 września 2010 | Olympique Lyon | 1:0   | FC Schalke 04 |                                                    |
| 20:45 CET         | Bastos 21'     | (1:0) |               | Stade de Gerland Widzów: 35 552 Sędzia: Ivan Bebek |

| 214 września 2010 | SL Benfica               | 2:0   | Hapoel Tel Awiw |                                                          |
| 20:45 CET         | Luisão 22' · Cardozo 68' | (1:0) |                 | Estádio da Luz Widzów: 31 512 Sędzia: Aleksiej Nikołajew |

| 329 września 2010 | Hapoel Tel Awiw | 1:3   | Olympique Lyon                  |                                                       |
| 20:45 CET         | Enyeama 79' (k) | (0:2) | Bastos 8' (k), 36' · Pjanić 90' | Stadion Bloomfield Widzów: 12 226 Sędzia: Howard Webb |

| 429 września 2010 | FC Schalke 04              | 2:0   | SL Benfica |                                                      |
| 20:45 CET         | Farfán 73' · Huntelaar 85' | (0:0) |            | Veltins-Arena Widzów: 50 436 Sędzia: Gianluca Rocchi |

| 520 października 2010 | FC Schalke 04             | 3:1   | Hapoel Tel Awiw |                                                     |
| 20:45 CET             | Raúl 3', 58' · Jurado 68' | (1:0) | Szechter 90+3'  | Veltins-Arena Widzów: 50 900 Sędzia: William Collum |

| 620 października 2010 | Olympique Lyon            | 2:0   | SL Benfica |                                                                  |
| 20:45 CET             | Briand 21' · Lisandro 50' | (1:0) |            | Stade de Gerland Widzów: 36 816 Sędzia: Alberto Undiano Mallenco |

| 72 listopada 2010 | Hapoel Tel Awiw | 0:0   | FC Schalke 04 |                                                              |
| 20:45 CET         |                 | (0:0) |               | Stadion Bloomfield Widzów: 13 094 Sędzia: Frank De Bleeckere |

| 82 listopada 2010 | SL Benfica                                  | 4:3   | Olympique Lyon                          |                                                     |
| 20:45 CET         | Kardec 20' · Coentrão 32', 67' · García 42' | (3:0) | Gourcuff 74' · Gomis 85' · Lovren 90+5' | Estádio da Luz Widzów: 37 394 Sędzia: Craig Thomson |

| 924 listopada 2010 | FC Schalke 04                   | 3:0   | Olympique Lyon |                                                     |
| 20:45 CET          | Farfán 13' · Huntelaar 20', 89' | (2:0) |                | Veltins-Arena Widzów: 51 132 Sędzia: Nicola Rizzoli |

| 1024 listopada 2010 | Hapoel Tel Awiw                | 3:0   | SL Benfica |                                                       |
| 20:45 CET           | Zahawi 24', 90' · da Silva 74' | (1:0) |            | Stadion Bloomfield Widzów: 11 668 Sędzia: Alain Hamer |

| 117 grudnia 2010 | Olympique Lyon               | 2:2   | Hapoel Tel Awiw        |                                                           |
| 20:45 CET        | Lisandro 62' · Lacazette 88' | (0:0) | Sahar 63' · Zahawi 69' | Stade de Gerland Widzów: 32 245 Sędzia: Svein Oddvar Moen |

| 127 grudnia 2010 | SL Benfica | 1:2   | FC Schalke 04            |                                                   |
| 20:45 CET        | Luisão 87' | (0:1) | Jurado 19' · Höwedes 82' | Estádio da Luz Widzów: 23 248 Sędzia: Howard Webb |

## Grupa C
| Lp. | Drużyna               | M | Z | R | P | Bramki | Bramki | +/– | Pkt |
| --- | --------------------- | - | - | - | - | ------ | ------ | --- | --- |
| 1   | Manchester United (A) | 6 | 4 | 2 | 0 | 7      | 1      | +6  | 14  |
| 2   | Valencia CF (A)       | 6 | 3 | 2 | 1 | 15     | 4      | +11 | 11  |
| 3   | Rangers (LE)          | 6 | 1 | 3 | 2 | 3      | 6      | −3  | 6   |
| 4   | Bursaspor             | 6 | 0 | 1 | 5 | 2      | 16     | −14 | 1   |

|                   | MNU | VAL | RAN | BUR |
| ----------------- | --- | --- | --- | --- |
| Manchester United | –   | 1:1 | 0:0 | 1:0 |
| Valencia CF       | 0:1 | –   | 3:0 | 6:1 |
| Rangers           | 0:1 | 1:1 | –   | 1:0 |
| Bursaspor         | 0:3 | 0:4 | 1:1 | –   |

| 114 września 2010 | Manchester United | 0:0   | Rangers |                                                          |
| 20:45 CET         |                   | (0:0) |         | Old Trafford Widzów: 74 408 Sędzia: Olegário Benquerença |

| 214 września 2010 | Bursaspor | 0:4   | Valencia CF                                         |                                                                |
| 20:45 CET         |           | (0:2) | A. Costa 16' · Aduriz 40' · Pablo 68' · Soldado 76' | Bursa Atatürk Stadium Widzów: 22 055 Sędzia: Svein Oddvar Moen |

| 329 września 2010 | Valencia CF | 0:1   | Manchester United |                                                       |
| 20:45 CET         |             | (0:0) | Hernández 85'     | Estadio Mestalla Widzów: 34 946 Sędzia: Viktor Kassai |

| 429 września 2010 | Rangers      | 1:0   | Bursaspor |                                                  |
| 20:45 CET         | Naismith 18' | (1:0) |           | Ibrox Park Widzów: 41 905 Sędzia: Serge Gumienny |

| 520 października 2010 | Rangers | 1:1   | Valencia CF    |                                                  |
| 20:45 CET             | Edu 34' | (1:0) | Edu 46' (sam.) | Ibrox Park Widzów: 45 153 Sędzia: Nicola Rizzoli |

| 620 października 2010 | Manchester United | 1:0   | Bursaspor |                                                     |
| 20:45 CET             | Nani 7'           | (1:0) |           | Old Trafford Widzów: 72 610 Sędzia: Gianluca Rocchi |

| 72 listopada 2010 | Valencia CF                     | 3:0   | Rangers |                                                     |
| 20:45 CET         | Soldado 33', 71' · A. Costa 90' | (1:0) |         | Estadio Mestalla Widzów: 26 821 Sędzia: Felix Brych |

| 82 listopada 2010 | Bursaspor | 0:3   | Manchester United                     |                                                             |
| 20:45 CET         |           | (0:0) | Fletcher 48' · Obertan 73' · Bebé 77' | Bursa Atatürk Stadium Widzów: 19 050 Sędzia: Wolfgang Stark |

| 924 listopada 2010 | Rangers | 0:1   | Manchester United |                                                   |
| 20:45 CET          |         | (0:0) | Rooney 87' (k)    | Ibrox Park Widzów: 49 764 Sędzia: Massimo Busacca |

| 1024 listopada 2010 | Valencia CF                                                                | 6:1   | Bursaspor   |                                                      |
| 20:45 CET           | Mata 17' (k) · Soldado 21', 55' · Aduriz 30' · Joaquín 38' · Domínguez 79' | (4:0) | Batalla 69' | Estadio Mestalla Widzów: 31 255 Sędzia: Bruno Paixão |

| 117 grudnia 2010 | Manchester United | 1:1   | Valencia CF |                                                   |
| 20:45 CET        | Anderson 62'      | (0:1) | Pablo 32'   | Old Trafford Widzów: 74 513 Sędzia: Pedro Proença |

| 127 grudnia 2010 | Bursaspor  | 1:1   | Rangers    |                                                         |
| 20:45 CET        | Sercan 79' | (1:1) | Miller 19' | Bursa Atatürk Stadium Widzów: 9673 Sędzia: Tony Chapron |

## Grupa D
| Lp. | Drużyna          | M | Z | R | P | Bramki | Bramki | +/– | Pkt |
| --- | ---------------- | - | - | - | - | ------ | ------ | --- | --- |
| 1   | FC Barcelona (A) | 6 | 4 | 2 | 0 | 14     | 3      | +11 | 14  |
| 2   | FC Kopenhaga (A) | 6 | 3 | 1 | 2 | 7      | 5      | +2  | 10  |
| 3   | Rubin Kazań (LE) | 6 | 1 | 3 | 2 | 2      | 4      | −2  | 6   |
| 4   | Panathinaikos AO | 6 | 0 | 2 | 4 | 2      | 13     | −11 | 2   |

|                  | BAR | PAO | KOP | RUB |
| ---------------- | --- | --- | --- | --- |
| FC Barcelona     | –   | 5:1 | 2:0 | 2:0 |
| Panathinaikos AO | 0:3 | –   | 0:2 | 0:0 |
| FC Kopenhaga     | 1:1 | 3:1 | –   | 1:0 |
| Rubin Kazań      | 1:1 | 0:0 | 1:0 | –   |

| 114 września 2010 | FC Barcelona                                         | 5:1   | Panathinaikos AO |                                                |
| 20:45 CET         | Messi 22', 45' · Villa 33' · Pedro 78' · Alves 90+3' | (3:1) | Govou 20'        | Camp Nou Widzów: 69 738 Sędzia: Nicola Rizzoli |

| 214 września 2010 | FC Kopenhaga | 1:0   | Rubin Kazań |                                                |
| 20:45 CET         | N’Doye 87'   | (0:0) |             | Parken Widzów: 29 661 Sędzia: Thomas Einwaller |

| 329 września 2010 | Rubin Kazań   | 1:1   | FC Barcelona  |                                                       |
| 18:30 CET         | Noboa 30' (k) | (1:0) | Villa 60' (k) | Stadion Centralny Widzów: 23 950 Sędzia: Cüneyt Çakır |

| 429 września 2010 | Panathinaikos AO | 0:2   | FC Kopenhaga              |                                                          |
| 20:45 CET         |                  | (0:2) | N’Doye 28' · Vingaard 37' | Stadion Olimpijski Widzów: 43 607 Sędzia: William Collum |

| 520 października 2010 | Panathinaikos AO | 0:0   | Rubin Kazań |                                                        |
| 20:45 CET             |                  | (0:0) |             | Stadion Olimpijski Widzów: 36 748 Sędzia: Manuel Gräfe |

| 620 października 2010 | FC Barcelona     | 2:0   | FC Kopenhaga |                                                 |
| 20:45 CET             | Messi 19', 90+2' | (1:0) |              | Camp Nou Widzów: 75 852 Sędzia: Stéphane Lannoy |

| 72 listopada 2010 | Rubin Kazań | 0:0   | Panathinaikos AO |                                                       |
| 20:45 CET         |             | (0:0) |                  | Stadion Centralny Widzów: 16 400 Sędzia: Tony Chapron |

| 82 listopada 2010 | FC Kopenhaga  | 1:1   | FC Barcelona |                                                    |
| 20:45 CET         | Claudemir 32' | (1:1) | Messi 30'    | Parken Widzów: 37 049 Sędzia: Pavel Cristian Balaj |

| 924 listopada 2010 | Panathinaikos AO | 0:3   | FC Barcelona               |                                                           |
| 20:45 CET          |                  | (0:1) | Pedro 27', 69' · Messi 62' | Stadion Olimpijski Widzów: 58 466 Sędzia: Gianluca Rocchi |

| 1024 listopada 2010 | Rubin Kazań     | 1:0   | FC Kopenhaga |                                                          |
| 18:30 CET           | Noboa 45+2' (k) | (1:0) |              | Stadion Centralny Widzów: 18 720 Sędzia: Martin Atkinson |

| 117 grudnia 2010 | FC Barcelona             | 2:0   | Rubin Kazań |                                                |
| 20:45 CET        | Fontàs 51' · Vázquez 82' | (0:0) |             | Camp Nou Widzów: 50 436 Sędzia: Jonas Eriksson |

| 127 grudnia 2010 | FC Kopenhaga                                       | 3:1   | Panathinaikos AO |                                             |
| 20:45 CET        | Vingaard 26' · Grønkjær 50' (k) · Cissé 73' (sam.) | (1:0) | Kanté 90+2'      | Parken Widzów: 36 797 Sędzia: Florian Meyer |

## Grupa E
| Lp. | Drużyna              | M | Z | R | P | Bramki | Bramki | +/– | Pkt |
| --- | -------------------- | - | - | - | - | ------ | ------ | --- | --- |
| 1   | Bayern Monachium (A) | 6 | 5 | 0 | 1 | 16     | 6      | +10 | 15  |
| 2   | Roma (A)             | 6 | 3 | 1 | 2 | 10     | 11     | −1  | 10  |
| 3   | FC Basel (LE)        | 6 | 2 | 0 | 4 | 8      | 11     | −3  | 6   |
| 4   | CFR Cluj             | 6 | 1 | 1 | 4 | 6      | 12     | −6  | 4   |

|                  | BMU | ROM | BAS | CFR |
| ---------------- | --- | --- | --- | --- |
| Bayern Monachium | –   | 2:0 | 3:0 | 3:2 |
| Roma             | 3:2 | –   | 1:3 | 2:1 |
| FC Basel         | 1:2 | 2:3 | –   | 1:0 |
| CFR Cluj         | 0:4 | 1:1 | 2:1 | –   |

| 115 września 2010 | Bayern Monachium       | 2:0   | Roma |                                                      |
| 20:45 CET         | Müller 78' · Klose 83' | (0:0) |      | Allianz Arena Widzów: 66 000 Sędzia: Stéphane Lannoy |

| 215 września 2010 | CFR Cluj             | 2:1   | FC Basel      |                                                                  |
| 20:45 CET         | Rada 9' · Traoré 12' | (2:1) | Stocker 45+2' | Stadion Dr. Constantin Rădulescu Widzów: 9593 Sędzia: Alan Kelly |

| 328 września 2010 | FC Basel   | 1:2   | Bayern Monachium            |                                                     |
| 20:45 CET         | A.Frei 18' | (1:0) | Schweinsteiger 56' (k), 89' | St. Jakob-Park Widzów: 37 500 Sędzia: Craig Thomson |

| 428 września 2010 | Roma                      | 2:1   | CFR Cluj |                                                       |
| 20:45 CET         | Mexès 69' · Borriello 71' | (0:0) | Rada 78' | Stadio Olimpico Widzów: 30 252 Sędzia: Jonas Eriksson |

| 519 października 2010 | Roma          | 1:3   | FC Basel                               |                                                           |
| 20:45 CET             | Borriello 21' | (1:2) | A.Frei 12' · Inkoom 44' · Cabral 90+3' | Stadio Olimpico Widzów: 22 365 Sędzia: Aleksiej Nikołajew |

| 619 października 2010 | Bayern Monachium                               | 3:2   | CFR Cluj             |                                                      |
| 20:45 CET             | Cadú 32' (sam.) · Panin 37' (sam.) · Gómez 76' | (2:1) | Cadú 28' · Culio 86' | Allianz Arena Widzów: 64 000 Sędzia: Martin Atkinson |

| 73 listopada 2010 | FC Basel                 | 2:3   | Roma                                  |                                                     |
| 20:45 CET         | A.Frei 69' · Shaqiri 83' | (0:2) | Ménez 16' · Totti 25' (k) · Greco 76' | St. Jakob-Park Widzów: 36 375 Sędzia: Björn Kuipers |

| 83 listopada 2010 | CFR Cluj | 0:4   | Bayern Monachium                 |                                                                        |
| 20:45 CET         |          | (0:2) | Gómez 12', 24', 72' · Müller 90' | Stadion Dr. Constantin Rădulescu Widzów: 14 097 Sędzia: Serge Gumienny |

| 923 listopada 2010 | Roma                                         | 3:2   | Bayern Monachium |                                                                 |
| 20:45 CET          | Borriello 49' · De Rossi 81' · Totti 84' (k) | (0:2) | Gómez 33', 39'   | Stadio Olimpico Widzów: 42 789 Sędzia: Alberto Undiano Mallenco |

| 1023 listopada 2010 | FC Basel      | 1:0   | CFR Cluj |                                                       |
| 20:45 CET           | Almerares 15' | (1:0) |          | St. Jakob-Park Widzów: 34 239 Sędzia: Laurent Duhamel |

| 118 grudnia 2010 | Bayern Monachium                 | 3:0   | FC Basel |                                                     |
| 20:45 CET        | Ribéry 35', 50' · Tymoszczuk 37' | (2:0) |          | Allianz Arena Widzów: 64 000 Sędzia: Martin Hansson |

| 128 grudnia 2010 | CFR Cluj   | 1:1   | Roma          |                                                                        |
| 20:45 CET        | Traoré 88' | (0:1) | Borriello 21' | Stadion Dr. Constantin Rădulescu Widzów: 12 800 Sędzia: William Collum |

## Grupa F
| Lp. | Drużyna                | M | Z | R | P | Bramki | Bramki | +/– | Pkt |
| --- | ---------------------- | - | - | - | - | ------ | ------ | --- | --- |
| 1   | Chelsea (A)            | 6 | 5 | 0 | 1 | 14     | 4      | +10 | 15  |
| 2   | Olympique Marsylia (A) | 6 | 4 | 0 | 2 | 12     | 3      | +9  | 12  |
| 3   | Spartak Moskwa (LE)    | 6 | 3 | 0 | 3 | 7      | 10     | −3  | 9   |
| 4   | MŠK Žilina             | 6 | 0 | 0 | 6 | 3      | 19     | −16 | 0   |

|                    | CHE | OMA | SPA | ŻYL |
| ------------------ | --- | --- | --- | --- |
| Chelsea            | –   | 2:0 | 4:1 | 2:1 |
| Olympique Marsylia | 1:0 | –   | 0:1 | 1:0 |
| Spartak Moskwa     | 0:2 | 0:3 | –   | 3:0 |
| MŠK Žilina         | 1:4 | 0:7 | 1:2 | –   |

| 115 września 2010 | Olympique Marsylia | 0:1   | Spartak Moskwa         |                                                      |
| 20:45 CET         |                    | (0:0) | Azpilicueta 81' (sam.) | Stade Vélodrome Widzów: 45 729 Sędzia: Florian Meyer |

| 215 września 2010 | MŠK Žilina | 1:4   | Chelsea                                      |                                                         |
| 20:45 CET         | Oravec 55' | (0:3) | Essien 13' · Anelka 24', 28' · Sturridge 48' | Štadión pod Dubňom Widzów: 10 829 Sędzia: Björn Kuipers |

| 328 września 2010 | Chelsea                   | 2:0   | Olympique Marsylia |                                                           |
| 20:45 CET         | Terry 7' · Anelka 28' (k) | (2:0) |                    | Stamford Bridge Widzów: 40 675 Sędzia: Frank De Bleeckere |

| 428 września 2010 | Spartak Moskwa           | 3:0   | MŠK Žilina |                                                       |
| 18:30 CET         | Ari 34', 61' · Ibson 89' | (1:0) |            | Stadion Łużniki Widzów: 33 124 Sędzia: Martin Hansson |

| 519 października 2010 | Spartak Moskwa | 0:2   | Chelsea                 |                                                                |
| 20:45 CET             |                | (0:2) | Żyrkow 23' · Anelka 44' | Stadion Łużniki Widzów: 70 012 Sędzia: Carlos Velasco Carballo |

| 619 października 2010 | Olympique Marsylia | 1:0   | MŠK Žilina |                                                   |
| 20:45 CET             | Diawara 48'        | (1:0) |            | Stade Vélodrome Widzów: 49 250 Sędzia: Istvan Vad |

| 73 listopada 2010 | Chelsea                                           | 4:1   | Spartak Moskwa |                                                     |
| 20:45 CET         | Anelka 49' · Drogba 62' (k) · Ivanović 66', 90+2' | (0:0) | Bażenow 86'    | Stamford Bridge Widzów: 40 477 Sędzia: Cüneyt Çakır |

| 83 listopada 2010 | MŠK Žilina | 0:7   | Olympique Marsylia                                               |                                                            |
| 20:45 CET         |            | (0:4) | Gignac 12', 21', 54' · Heinze 24' · Rémy 36' · González 52', 63' | Štadión pod Dubňom Widzów: 9664 Sędzia: Stefan Johannesson |

| 923 listopada 2010 | Spartak Moskwa | 0:3   | Olympique Marsylia                    |                                                       |
| 18:30 CET          |                | (0:1) | Valbuena 18' · Rémy 54' · Brandão 68' | Stadion Łużniki Widzów: 43 217 Sędzia: Wolfgang Stark |

| 1023 listopada 2010 | Chelsea                     | 2:1   | MŠK Žilina |                                                             |
| 20:45 CET           | Sturridge 51' · Malouda 86' | (0:1) | Bello 19'  | Stamford Bridge Widzów: 40 266 Sędzia: Robert Schörgenhofer |

| 118 grudnia 2010 | Olympique Marsylia | 1:0   | Chelsea |                                                             |
| 20:45 CET        | Brandão 80'        | (0:0) |         | Stade Vélodrome Widzów: 50 604 Sędzia: Vladislav Bezborodov |

| 128 grudnia 2010 | MŠK Žilina | 1:2   | Spartak Moskwa       |                                                    |
| 20:45 CET        | Majtán 48' | (0:0) | Alex 54' · Ibson 61' | Štadión pod Dubňom Widzów: 7208 Sędzia: Kevin Blom |

## Grupa G
| Lp. | Drużyna         | M | Z | R | P | Bramki | Bramki | +/– | Pkt |
| --- | --------------- | - | - | - | - | ------ | ------ | --- | --- |
| 1   | Real Madryt (A) | 6 | 5 | 1 | 0 | 15     | 2      | +13 | 16  |
| 2   | Milan (A)       | 6 | 2 | 2 | 2 | 7      | 7      | 0   | 8   |
| 3   | Ajax (LE)       | 6 | 2 | 1 | 3 | 6      | 10     | −4  | 7   |
| 4   | Auxerre         | 6 | 1 | 0 | 5 | 3      | 12     | −9  | 3   |

|             | MIL | RMA | AJX | AUX |
| ----------- | --- | --- | --- | --- |
| Milan       | –   | 2:2 | 0:2 | 2:0 |
| Real Madryt | 2:0 | –   | 2:0 | 4:0 |
| Ajax        | 1:1 | 0:4 | –   | 2:1 |
| Auxerre     | 0:2 | 0:1 | 2:1 | –   |

| 115 września 2010 | Real Madryt                    | 2:0   | Ajax |                                                                |
| 20:45 CET         | Anita 31' (sam.) · Higuaín 73' | (1:0) |      | Estadio Santiago Bernabéu Widzów: 69 639 Sędzia: Damir Skomina |

| 215 września 2010 | Milan                | 2:0   | Auxerre |                                                      |
| 20:45 CET         | Ibrahimović 66', 69' | (0:0) |         | San Siro Widzów: 69 317 Sędzia: Pavel Cristian Balaj |

| 328 września 2010 | Auxerre | 0:1   | Real Madryt  |                                                               |
| 20:45 CET         |         | (0:0) | Di María 81' | Stade l’Abbé-Deschamps Widzów: 19 525 Sędzia: Claus Bo Larsen |

| 428 września 2010 | Ajax            | 1:1   | Milan           |                                                    |
| 20:45 CET         | El Hamdaoui 23' | (1:1) | Ibrahimović 37' | Amsterdam ArenA Widzów: 51 276 Sędzia: Felix Brych |

| 519 października 2010 | Ajax                     | 2:1   | Auxerre   |                                                             |
| 20:45 CET             | de Zeeuw 7' · Suárez 40' | (2:0) | Birsa 56' | Amsterdam ArenA Widzów: 51 383 Sędzia: Olegário Benquerença |

| 619 października 2010 | Real Madryt            | 2:0   | Milan |                                                                |
| 20:45 CET             | Ronaldo 13' · Özil 14' | (2:0) |       | Estadio Santiago Bernabéu Widzów: 71 657 Sędzia: Pedro Proença |

| 73 listopada 2010 | Auxerre                     | 2:1   | Ajax             |                                                                |
| 20:45 CET         | Sammaritano 9' · Langil 84' | (1:0) | Alderweireld 79' | Stade l’Abbé-Deschamps Widzów: 18 727 Sędzia: Mark Clattenburg |

| 83 listopada 2010 | Milan            | 2:2   | Real Madryt              |                                             |
| 20:45 CET         | Inzaghi 68', 78' | (0:1) | Higuaín 45' · León 90+4' | San Siro Widzów: 76 357 Sędzia: Howard Webb |

| 923 listopada 2010 | Ajax | 0:4   | Real Madryt                                      |                                                      |
| 20:45 CET          |      | (0:2) | Benzema 36' · Arbeloa 44' · Ronaldo 70', 81' (k) | Amsterdam ArenA Widzów: 48 491 Sędzia: Craig Thomson |

| 1023 listopada 2010 | Auxerre | 0:2   | Milan                              |                                                             |
| 20:45 CET           |         | (0:0) | Ibrahimović 64' · Ronaldinho 90+1' | Stade l’Abbé-Deschamps Widzów: 19 244 Sędzia: Damir Skomina |

| 118 grudnia 2010 | Real Madryt                         | 4:0   | Auxerre |                                                                 |
| 20:45 CET        | Benzema 12', 72', 88' · Ronaldo 49' | (1:0) |         | Estadio Santiago Bernabéu Widzów: 54 917 Sędzia: Serge Gumienny |

| 128 grudnia 2010 | Milan | 0:2   | Ajax                            |                                                 |
| 20:45 CET        |       | (0:0) | de Zeeuw 57' · Alderweireld 66' | San Siro Widzów: 72 960 Sędzia: Claus Bo Larsen |

## Grupa H
| Lp. | Drużyna              | M | Z | R | P | Bramki | Bramki | +/– | Pkt |
| --- | -------------------- | - | - | - | - | ------ | ------ | --- | --- |
| 1   | Szachtar Donieck (A) | 6 | 5 | 0 | 1 | 12     | 6      | +6  | 15  |
| 2   | Arsenal (A)          | 6 | 4 | 0 | 2 | 18     | 7      | +11 | 12  |
| 3   | SC Braga (LE)        | 6 | 3 | 0 | 3 | 5      | 11     | −6  | 9   |
| 4   | Partizan Belgrad     | 6 | 0 | 0 | 6 | 2      | 13     | −11 | 0   |

|                  | ARS | SZA | BRA | PAR |
| ---------------- | --- | --- | --- | --- |
| Arsenal          | –   | 5:1 | 6:0 | 3:1 |
| Szachtar Donieck | 2:1 | –   | 2:0 | 1:0 |
| SC Braga         | 2:0 | 0:3 | –   | 2:0 |
| Partizan Belgrad | 1:3 | 0:3 | 0:1 | –   |

| 115 września 2010 | Arsenal                                                           | 6:0   | SC Braga |                                                     |
| 20:45 CET         | Fàbregas 9' (k), 53' · Arszawin 30' · Chamakh 34' · Vela 69', 84' | (3:0) |          | Emirates Stadium Widzów: 59 333 Sędzia: Alain Hamer |

| 215 września 2010 | Szachtar Donieck | 1:0   | Partizan Belgrad |                                                             |
| 20:45 CET         | Srna 72'         | (0:0) |                  | Donbas Arena Widzów: 48 512 Sędzia: Carlos Velasco Carballo |

| 328 września 2010 | Partizan Belgrad | 1:3   | Arsenal                                    |                                                         |
| 20:45 CET         | Cléo 33' (k)     | (1:1) | Arszawin 15' · Chamakh 71' · Squillaci 82' | Stadion Partizana Widzów: 29 348 Sędzia: Wolfgang Stark |

| 428 września 2010 | SC Braga | 0:3   | Szachtar Donieck                       |                                                              |
| 20:45 CET         |          | (0:0) | L.Adriano 56', 72' · Douglas 90+1' (k) | Estádio Municipal de Braga Widzów: 12 083 Sędzia: Kevin Blom |

| 519 października 2010 | SC Braga               | 2:0   | Partizan Belgrad |                                                                   |
| 20:45 CET             | Lima 35' · Matheus 90' | (1:0) |                  | Estádio Municipal de Braga Widzów: 11 454 Sędzia: Laurent Duhamel |

| 619 października 2010 | Arsenal                                                              | 5:1   | Szachtar Donieck |                                                           |
| 20:45 CET             | Song 19' · Nasri 42' · Fàbregas 60' (k) · Wilshere 66' · Chamakh 69' | (2:0) | Eduardo 82'      | Emirates Stadium Widzów: 60 016 Sędzia: Svein Oddvar Moen |

| 73 listopada 2010 | Partizan Belgrad | 0:1   | SC Braga   |                                                         |
| 20:45 CET         |                  | (0:1) | Moisés 35' | Stadion Partizana Widzów: 28 295 Sędzia: Martin Hansson |

| 83 listopada 2010 | Szachtar Donieck             | 2:1   | Arsenal     |                                                     |
| 20:45 CET         | Czyhrynski 28' · Eduardo 45' | (2:1) | Walcott 10' | Donbas Arena Widzów: 51 153 Sędzia: Massimo Busacca |

| 923 listopada 2010 | SC Braga           | 2:0   | Arsenal |                                                                 |
| 20:45 CET          | Matheus 83', 90+3' | (0:0) |         | Estádio Municipal de Braga Widzów: 14 809 Sędzia: Viktor Kassai |

| 1023 listopada 2010 | Partizan Belgrad | 0:3   | Szachtar Donieck                          |                                                             |
| 20:45 CET           |                  | (0:0) | Stepanenko 52' · Jádson 59' · Eduardo 68' | Stadion Partizana Widzów: 17 473 Sędzia: Frank De Bleeckere |

| 118 grudnia 2010 | Arsenal                                      | 3:1   | Partizan Belgrad |                                                           |
| 20:45 CET        | van Persie 30' (k) · Walcott 73' · Nasri 77' | (1:0) | Cléo 52'         | Emirates Stadium Widzów: 58 845 Sędzia: Paolo Tagliavento |

| 128 grudnia 2010 | Szachtar Donieck        | 2:0   | SC Braga |                                                 |
| 20:45 CET        | Raț 78' · L.Adriano 83' | (0:0) |          | Donbas Arena Widzów: 47 627 Sędzia: Felix Brych |